# 西沙村
西沙村，是位處於澳門離島氹仔桂林街、汕頭街。這兩條街在1960年代由澳葡政府批出，做過紡織業倉庫，「新公司」曾擁有過，之後土地閒置多年。過去倉庫曾擺放了大量舊賭檯、舊老虎機等。

## 資料來源
1. ↑  . 澳門日報. 2015年5月21日  [2016年10月7日]. （原始内容存档于2015年6月24日）.（繁體中文）